# Organització per a la Seguretat i la Cooperació a Europa
L'Organització per a la Seguretat i la Cooperació a Europa (OSCE), és l'organització intergovernamental de seguretat més gran del món amb estatus d'observador a les Nacions Unides. Té per finalitat garantir la pau, la democràcia i l'estabilitat. Aborda el tema de la seguretat de manera integral des dels eixos politicomilitar, econòmic, mediambiental i humà. Els seus assumptes d'interès són el control d'armaments, el foment de la seguretat i la confiança, els drets humans, les minories nacionals, la democratització, les estratègies policials, l'antiterrorisme, les activitats econòmiques i mediambientals, la bona governança, la seguretat energètica, la llibertat dels mitjans informatius i els drets de les minories.
La majoria dels seus 57 països participats són a Europa, però hi ha uns quants membres d'Àsia i Nord-amèrica. Els països participants comprenen la major part del territori de l'hemisferi nord terrestre. Va ser creada durant la Guerra freda com un fòrum Orient-Occident. L'OSCE és una continuïtat de la Conferència sobre la Seguretat i la Cooperació a Europa (CSCE), oberta el 1973 a Hèlsinki per afavorir el diàleg est-oest en temps de la Guerra Freda. En el marc del Dret internacional, aquesta organització és creada com un organisme regional (capítol VIII de la Carta de les Nacions Unides).

## Història
L'Organització té les seves arrels en la Conferència sobre Seguretat i Cooperació a Europa (CSCE) del 1973. Des dels anys 50 s'havia parlat d'una agrupació europea de seguretat, però la Guerra Freda va impedir qualsevol avenç substancial fins que es van iniciar les converses de Dipoli, a Espoo, el novembre de 1972. Aquestes converses es van celebrar a proposta de la Unió Soviètica, que desitjava utilitzar-les per mantenir el seu control sobre els països comunistes d'Europa de l'Est, i el president de Finlàndia, Urho Kekkonen, les va acollir per reforçar la seva política de neutralitat. Tot i això, Europa Occidental va veure en aquestes converses una manera de reduir la tensió a la regió, fomentant la cooperació econòmica i obtenint millores humanitàries per a les poblacions del bloc comunista.
Les conclusions de les converses, en forma de "Llibre Blau", van asseure les bases pràctiques d'una conferència en tres fases anomenada "procés de Hèlsinki". La CSCE es va inaugurar a Hèlsinki el 3 de juliol de 1973 amb l'enviament de representants de 35 estats. La primera fase només va durar cinc dies per acordar el seguiment del Llibre Blau. L'Etapa II va ser la principal fase de treball i es va desenvolupar a Ginebra des del 18 de setembre del 1973 fins al 21 de juliol del 1975. El resultat de l'Etapa II va ser l'Acta Final de Hèlsinki, que va ser signada pels 35 estats participants durant l'etapa III, que va tenir lloc al Finlàndia Hall durant els dies 30 de juliol i 1 d'agost de 1975. Va ser inaugurada pel diplomàtic de la Santa Seu, el cardenal Agostino Casaroli, que va presidir la conferència.
Els conceptes de millora de les relacions i l'aplicació de l'acta es van desenvolupar en una sèrie de reunions de seguiment, amb trobades importants a Belgrad (4 d'octubre de 1977 - 8 de març de 1978), Madrid (11 de novembre de 1980 - 9 de setembre de 1983) i Viena (4 de novembre de 1986 – 19 de gener de 1989).
La caiguda de la Unió Soviètica va exigir un canvi de paper per a la CSCE. La Carta de París per a una Nova Europa, signada el 21 de novembre del 1990, va marcar l'inici d'aquest canvi. El procés va culminar amb el canvi de nom de la CSCE a l'OSCE l'1 de gener del 1995, d'acord amb els resultats d'una conferència celebrada a Budapest el 1994. L'OSCE comptava ara amb una secretaria oficial, un Consell Superior, una Assemblea Parlamentària, un Centre de Prevenció de Conflictes i una Oficina per a les Eleccions Lliures, que més tard es va convertir a l'Oficina d'Institucions Democràtiques i Drets Humans.
El desembre de 1996, la "Declaració de Lisboa sobre un model comú i global de seguretat per a Europa en el segle XXI" va afirmar el caràcter universal i indivisible de la seguretat al continent europeu.
A Istanbul, el 19 de novembre del 1999, l'OSCE va finalitzar una cimera de dos dies demanant un acord polític a Txetxènia i adoptant una Carta per a la Seguretat Europea.
A través de la seva Oficina d'Institucions Democràtiques i Drets Humans (OIDDH), l'OSCE observa i avalua les eleccions als seus Estats membres, a fi de donar suport a processos democràtics justos i transparents, d'acord amb les normes mútues a què s'ha compromès l'organització; entre el 1994 i el 2004 l'OSCE va enviar equips d'observadors per supervisar més de 150 eleccions, centrant-se normalment en les eleccions de les democràcies emergents. El 2004, per invitació del Govern dels Estats Units, l'OIDDH va enviar una missió d'avaluació, formada per participants de sis Estats membres de l'OSCE, que va observar les eleccions presidencials nord-americanes d'aquell any i va elaborar un informe. Va ser la primera vegada que unes eleccions presidencials als Estats Units van ser objecte de supervisió per part de l'OSCE, encara que l'organització ja havia supervisat anteriorment les eleccions nord-americanes a nivell estatal a Florida i Califòrnia, el 2002 i 2003. L'avaluació del 2004 va tenir lloc amb el teló de fons del controvertit recompte de les eleccions presidencials de 2000, i es va produir en gran manera gràcies a la iniciativa de 13 membres demòcrates de la Cambra de Representants dels Estats Units. Aquest grup, que incloïa Barbara Lee, de Califòrnia, i Eddie Bernice Johnson, de Texas, va dirigir inicialment una petició d'observadors electorals a les Nacions Unides, en una carta adreçada a Kofi Annan, el secretari general de l'ONU, però la petició va ser rebutjada. Posteriorment, l'administració del president George W. Bush, a través del Departament d'Estat, dirigit pel secretari d'Estat Colin Powell, va respondre a les preocupacions dels legisladors convidant a la missió de supervisió electoral de l'OSCE.

## Països participants

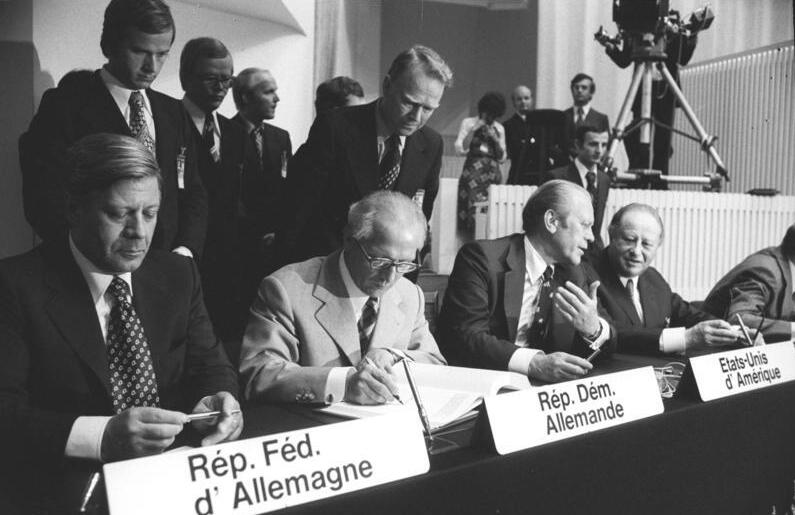
Helmut Schmidt, Erich Honecker, Gerald Ford i Bruno Kreisky a la cimera de la CSCE de 1975 a Hèlsinki, Finlàndia

Les sis llengües oficials de l'OSCE són l'anglès, el francès, l'alemany, l'italià, el castellà i el rus.

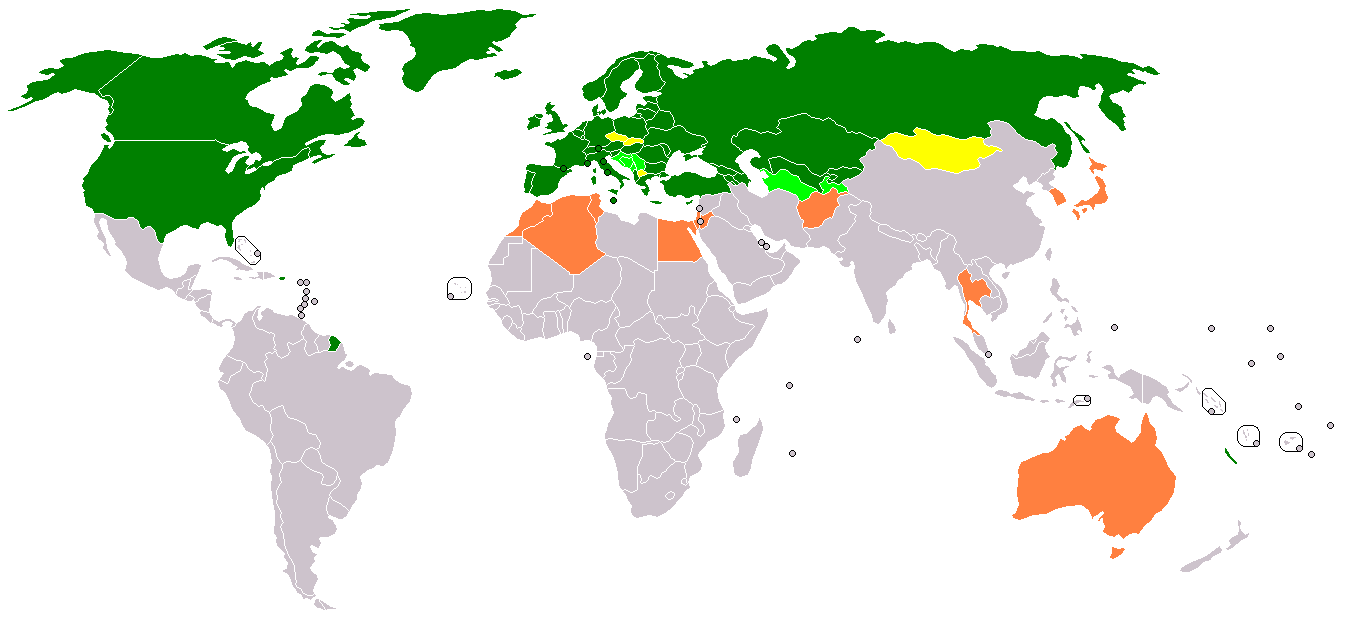
Països participants a l'OSCE a data 2012

| Estat                            | Admissió         | Adherit a l'Acta Final de Hèlsinki | Adherit a la Carta de París |
| -------------------------------- | ---------------- | ---------------------------------- | --------------------------- |
| Albània                          | 19 juny 1991     | 16 setembre 1991                   | 17 setembre 1991            |
| Andorra                          | 25 abril 1996    | 10 novembre 1999                   | 17 febrer 1998              |
| Armènia                          | 30 gener 1992    | 8 juliol 1992                      | 17 abril 1992               |
| Àustria                          | 25 juny 1973     | 1 agost 1975                       | 21 novembre 1990            |
| Azerbaidjan                      | 30 gener 1992    | 8 juliol 1992                      | 20 desembre 1993            |
| Belarús                          | 30 gener 1992    | 26 febrer 1992                     | 8 abril 1993                |
| Bèlgica                          | 25 juny 1973     | 1 agost 1975                       | 21 novembre 1990            |
| Bòsnia i Hercegovina             | 30 abril 1992    | 8 juliol 1992                      |                             |
| Bulgària                         | 25 juny 1973     | 1 agost 1975                       | 21 novembre 1990            |
| Canadà                           | 25 juny 1973     | 1 agost 1975                       | 21 novembre 1990            |
| Croàcia                          | 24 març 1992     | 8 juliol 1992                      |                             |
| Xipre                            | 25 juny 1973     | 1 agost 1975                       | 21 novembre 1990            |
| Txèquia                          | 1 gener 1993     | [ Note 1 ]                         | [ Note 1 ]                  |
| Dinamarca                        | 25 juny 1973     | 1 agost 1975                       | 21 novembre 1990            |
| Estònia                          | 10 setembre 1991 | 14 octubre 1991                    | 6 desembre 1991             |
| Finlàndia                        | 25 juny 1973     | 1 agost 1975                       | 21 novembre 1990            |
| França                           | 25 juny 1973     | 1 agost 1975                       | 21 novembre 1990            |
| Geòrgia                          | 24 març 1992     | 8 juliol 1992                      | 21 gener 1994               |
| Alemanya · - com RFA · - com RDA | 25 juny 1973     | 1 agost 1975                       | 21 novembre 1990            |
| Grècia                           | 25 juny 1973     | 1 agost 1975                       | 21 novembre 1990            |
| Holy See                         | 25 juny 1973     | 1 agost 1975                       | 21 novembre 1990            |
| Hongria                          | 25 juny 1973     | 1 agost 1975                       | 21 novembre 1990            |
| Islàndia                         | 25 juny 1973     | 1 agost 1975                       | 21 novembre 1990            |
| Irlanda                          | 25 juny 1973     | 1 agost 1975                       | 21 novembre 1990            |
| Itàlia                           | 25 juny 1973     | 1 agost 1975                       | 21 novembre 1990            |
| Kazakhstan                       | 30 gener 1992    | 8 juliol 1992                      | 23 setembre 1992            |
| Kirguizstan                      | 30 gener 1992    | 8 juliol 1992                      | 3 juny 1994                 |
| Letònia                          | 10 setembre 1991 | 14 octubre 1991                    | 6 desembre 1991             |
| Liechtenstein                    | 25 juny 1973     | 1 agost 1975                       | 21 novembre 1990            |
| Lituània                         | 10 setembre 1991 | 14 octubre 1991                    | 6 desembre 1991             |
| Luxemburg                        | 25 juny 1973     | 1 agost 1975                       | 21 novembre 1990            |
| Malta                            | 25 juny 1973     | 1 agost 1975                       | 21 novembre 1990            |
| Moldàvia                         | 30 gener 1992    | 26 febrer 1992                     | 29 gener 1993               |
| Mònaco                           | 25 juny 1973     | 1 agost 1975                       | 21 novembre 1990            |
| Mongòlia                         | 21 novembre 2012 |                                    |                             |
| Montenegro                       | 22 juny 2006     | 1 setembre 2006                    |                             |
| Països Baixos                    | 25 juny 1973     | 1 agost 1975                       | 21 novembre 1990            |
| Macedònia                        | 12 octubre 1995  | 8 juliol 1992                      |                             |
| Noruega                          | 25 juny 1973     | 1 agost 1975                       | 21 novembre 1990            |
| Polònia                          | 25 juny 1973     | 1 agost 1975                       | 21 novembre 1990            |
| Portugal                         | 25 juny 1973     | 1 agost 1975                       | 21 novembre 1990            |
| Romania                          | 25 juny 1973     | 1 agost 1975                       | 21 novembre 1990            |
| Rússia (com USSR)                | 25 juny 1973     | 1 agost 1975                       | 21 novembre 1990            |
| San Marino                       | 25 juny 1973     | 1 agost 1975                       | 21 novembre 1990            |
| Sèrbia (com Yugoslavia)          | 10 novembre 2000 | 27 novembre 2000                   | 27 novembre 2000            |
| Eslovàquia                       | 1 gener 1993     | [ Note 1 ]                         | [ Note 1 ]                  |
| Eslovènia                        | 24 març 1992     | 8 juliol 1992                      | 8 març 1993                 |
| Espanya                          | 25 juny 1973     | 1 agost 1975                       | 21 novembre 1990            |
| Suècia                           | 25 juny 1973     | 1 agost 1975                       | 21 novembre 1990            |
| Suïssa                           | 25 juny 1973     | 1 agost 1975                       | 21 novembre 1990            |
| Tadjikistan                      | 30 gener 1992    | 26 febrer 1992                     |                             |
| Turquia                          | 25 juny 1973     | 1 agost 1975                       | 21 novembre 1990            |
| Turkmenistan                     | 30 gener 1992    | 8 juliol 1992                      |                             |
| Ucraïna                          | 30 gener 1992    | 26 febrer 1992                     | 16 juny 1992                |
| Regne Unit                       | 25 juny 1973     | 1 agost 1975                       | 21 novembre 1990            |
| Estats Units                     | 25 juny 1973     | 1 agost 1975                       | 21 novembre 1990            |
| Uzbekistan                       | 30 gener 1992    | 26 febrer 1992                     | 27 octubre 1993             |

### Prioritats bilaterals amb Estats Participants
| Estat        | Prioritats bilaterals             | Contextos/Declaracions |
| ------------ | --------------------------------- | --- |
| Kirguizstan  | Elections, Rule of Law, Democracy | |
| Estats Units | Elections                         | El secretari general de l'AP de l'OSCE, Roberto Montella, va afirmar que la tasca de supervisió de les eleccions presidencials, al Congrés i als comicis del 2020 als Estats Units, és una de les més importants de la història de l'assemblea de l'OSCE. |

## Secretari general
Tot i que el president en exercici és el funcionari més alt de l'OSCE, en el dia a dia el secretari general és el responsable administratiu principal de l'OSCE i, quan ho sol·liciti la Presidència, pot actuar com a representant del president en exercici. Des de la creació de l'oficina l'any 1992, els secretaris generals han estat:
1. Wilhelm Höynck (1993–1996)[11]
2. Giancarlo Aragona (1996–1999)[12]
3. Ján Kubiš (1999–2005)[13]
4. Marc Perrin de Brichambaut (2005–2011)[14]
5. Lamberto Zannier (2011–2017)[15]
6. Thomas Greminger (2017–2020)[16]
7. Helga Schmid (2020–)[17]